# العلاقات الهندية الإستونية
العلاقات الهندية الإستونية هي العلاقات الثنائية التي تجمع بين الهند وإستونيا.

## مقارنة بين البلدين
هذه مقارنة عامة ومرجعية للدولتين:
| وجه المقارنة                                              | الهند                       | إستونيا                                                                             |
| --------------------------------------------------------- | --------------------------- | ----------------------------------------------------------------------------------- |
| المساحة (كم2)                                             | 3.29 مليون                  | 45.34 ألف                                                                           |
| عدد السكان (نسمة)                                         | 1.35 مليار                  | 1.32 مليون                                                                          |
| الكثافة السكانية (ن./كم²)                                 | 410.33                      | 29.11                                                                               |
| العاصمة                                                   | نيودلهي                     | تالين                                                                               |
| اللغة الرسمية                                             | اللغة الهندية، لغة إنجليزية | اللغة الإستونية                                                                     |
| العملة                                                    | روبية هندية                 | يورو، كرون إستوني، كرون إستوني، المارك الإستوني                                     |
| الناتج المحلي الإجمالي (بليون دولار)                      | 2.60 تريليون                | 25.92 مليار                                                                         |
| الناتج المحلي الإجمالي (تعادل القوة الشرائية) بليون دولار | 8.00 تريليون                | 38.11 مليار                                                                         |
| الناتج المحلي الإجمالي الاسمي للفرد دولار أمريكي          | 1.60 ألف                    | 17.79 ألف                                                                           |
| الناتج المحلي الإجمالي للفرد دولار أمريكي                 | 5.70 ألف                    | 28.14 ألف                                                                           |
| مؤشر التنمية البشرية                                      | 0.609                       | 0.871                                                                               |
| رمز المكالمات الدولي                                      | +91                         | +372                                                                                |
| رمز الإنترنت                                              | .in، .भारत ‏، .بھارت ‏،        | .ee                                                                                 |
| المنطقة الزمنية                                           | ت ع م+05:30، توقيت الهند    | ت ع م+02:00، ت ع م+03:00، توقيت شرق أوروبا، أوروبا/تالين ‏، توقيت شرق أوروبا الصيفي ‏ |

## منظمات دولية مشتركة
يشترك البلدان في عضوية مجموعة من المنظمات الدولية، منها:
| علم المنظمة | اسم المنظمة                        | تاريخ انضمام الهند | تاريخ انضمام إستونيا |
| ----------- | ---------------------------------- | ------------------ | -------------------- |
|             | يونسكو                             | 4 نوفمبر 1946      | 14 أكتوبر 1991       |
|             | الفريق المعني برصد الأرض           | ?                  | ?                    |
|             | مؤسسة التمويل الدولية              | 20 يوليو 1956      | 9 أغسطس 1993         |
|             | منظمة حظر الأسلحة الكيميائية       | ?                  | ?                    |
|             | مؤسسة التنمية الدولية              | 24 سبتمبر 1960     | 11 أكتوبر 2008       |
|             | منظمة التجارة العالمية             | 1995               | ?                    |
|             | وكالة ضمان الاستثمار متعدد الأطراف | 6 يناير 1994       | 24 سبتمبر 1992       |
|             | الاتحاد البريدي العالمي            | ?                  | ?                    |
|             | منظمة الشرطة الجنائية الدولية      | ?                  | ?                    |
|             | الأمم المتحدة                      | 30 أكتوبر 1945     | 17 سبتمبر 1991       |
|             | الاتحاد الدولي للاتصالات           | 1869               | 19 مايو 1922         |
|             | البنك الدولي للإنشاء والتعمير      | 27 ديسمبر 1945     | 23 يونيو 1992        |
|             | المنظمة الهيدروغرافية الدولية      | ?                  | ?                    |

## وصلات خارجية
- موقع وزارة الخارجية الهندية
- موقع وزارة الخارجية الإستونية